# لیکلند (لوئیزیانا)
لیکلند (به انگلیسی: Lakeland) یک منطقهٔ مسکونی در ایالات متحده آمریکا است که در لوئیزیانا واقع شده‌است.